# Kitab al-Bulhan

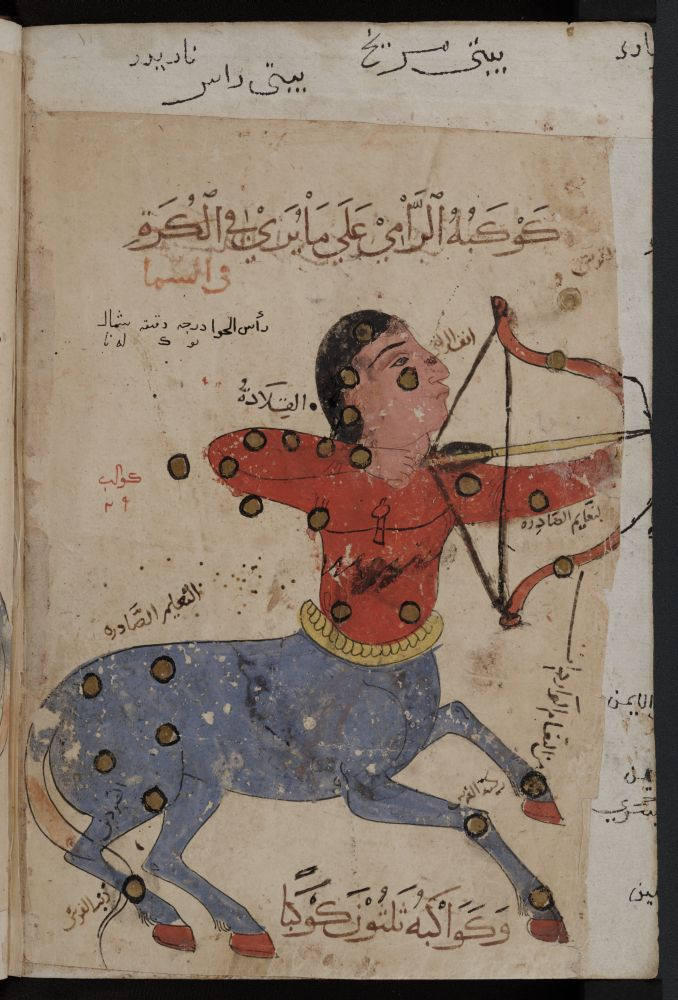
Sagittaire (centaure armée d'un arc) représenté dans le Kitab al-Bulhan.

Le Kitab al-Bulhan (كتاب البولحان) ou le Livre des Merveilles est un manuscrit arabe des XIVe et XVe siècles originaire de la Mésopotamie médiévale. Il contient des sections sur l'astronomie, l'astrologie et la divination,  relié à Bagdad durant le règne de l'émir Ahmad Jalayirid (1382-1410).

## Sources
- (en) Stefano Carboni, Venice and the Islamic world, Yale University Press, 2007, 374 p. (ISBN 978-0-300-12430-9, lire en ligne)